# Бинаш
Бинаш (каз. Бинаш, до 2009 — Беняш) — село в районе Магжана Жумабаева Северо-Казахстанской области Казахстана. Входит в состав Надеждинского сельского округа. Код КАТО — 593663200.

## Население
В 1999 году население села составляло 321 человек (160 мужчин и 161 женщина). По данным переписи 2009 года, в селе проживало 286 человек (145 мужчин и 141 женщина).